# تلویزیون کرال
تلویزیون کرال (به ترکی استانبولی: Kral TV) شبکه تلویزیونی خصوصی در ترکیه است که از اوت ۱۹۹۴ شروع به کار کرد. این شبکه در یکم فوریه ۲۰۱۹ به پخش ماهواره‌ای خود خاتمه داد این شبکه فقط آهنگ‌های ترکی ترکیه را پخش می‌کرد. البته شبکه های دیگری بنام KRAL WORLD هم دارد که مختص موزیک ویدیوهای خارجی و بین‌المللی است. KRAL 90'ler که مختص موزیک ویدیوهای دهه نود میلادی می‌باشد.